# Spilomicrus carolae
Spilomicrus carolae är en stekelart som beskrevs av John W. Early 1980. Spilomicrus carolae ingår i släktet Spilomicrus och familjen hyllhornsteklar. Inga underarter finns listade i Catalogue of Life.